# Municipio de Illinois (condado de Washington)
El municipio de Illinois (en inglés: Illinois Township) es un municipio ubicado en el condado de Washington en el estado estadounidense de Arkansas. En el año 2010 tenía una población de 853 habitantes y una densidad poblacional de 9,79 personas por km².

## Geografía
El municipio de Illinois se encuentra ubicado en las coordenadas 36°3′1″N 94°29′47″O / 36.05028, -94.49639. Según la Oficina del Censo de los Estados Unidos, el municipio tiene una superficie total de 87.11 km², de la cual 86,58 km² corresponden a tierra firme y (0,62 %) 0,54 km² es agua.

## Demografía
Según el censo de 2010, había 853 personas residiendo en el municipio de Illinois. La densidad de población era de 9,79 hab./km². De los 853 habitantes, el municipio de Illinois estaba compuesto por el 80,3 % blancos, el 4,45 % eran amerindios, el 7,39 % eran asiáticos, el 2,23 % eran de otras razas y el 5,63 % eran de una mezcla de razas. Del total de la población el 4,1 % eran hispanos o latinos de cualquier raza.